# Щербец

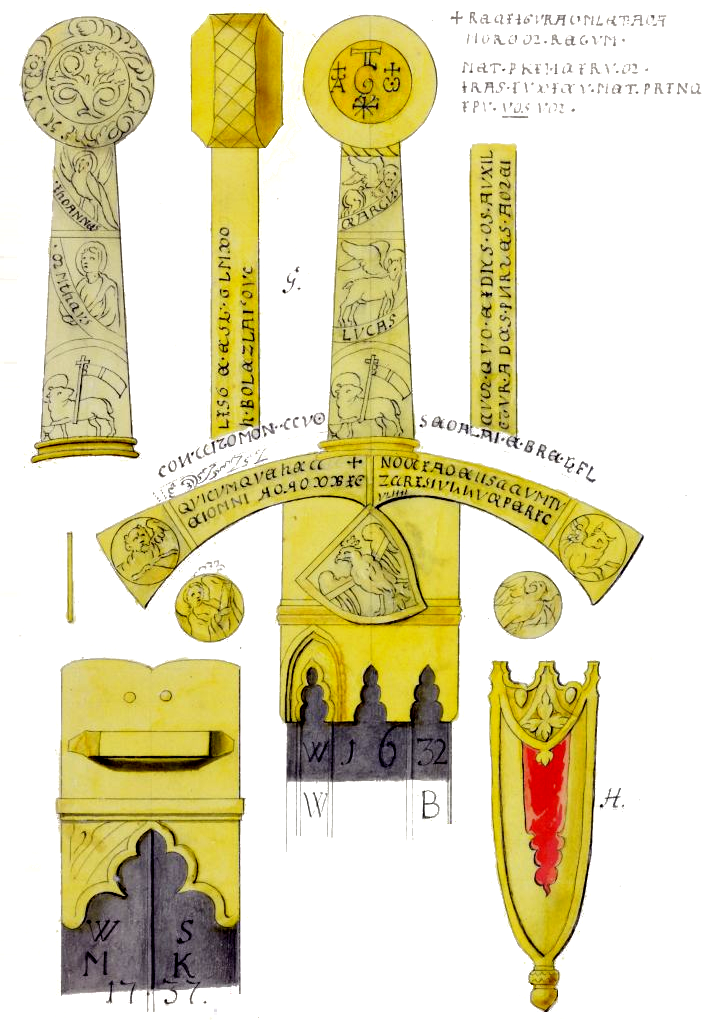
Рукоять щербеца,оголовье и наконечник ножен

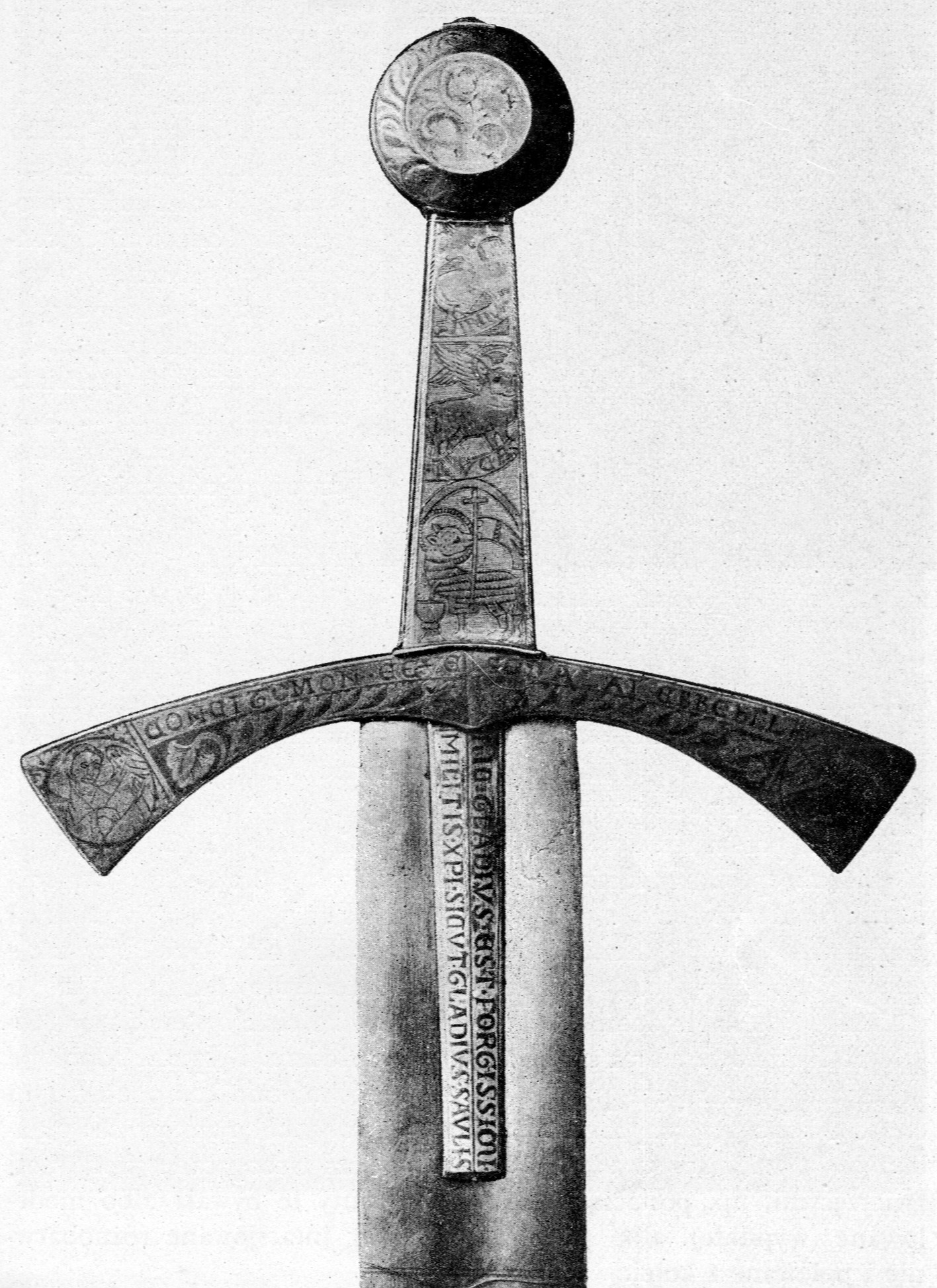
Фотография рукояти

Ще́рбец (пол. Szczerbiec) — меч и реликвия польских королей, который использовали во время торжественных коронаций. Считается единственной из сохранившихся древних регалий Пястов.

## История
По легенде, на мече осталась зазубрина, когда Болеслав I Храбрый (или его правнук Болеслав II) в XI веке ударил им по Золотым воротам Киева.
Широко распространено мнение, что Щербец впервые был использован в качестве коронационного знака во время коронации Владислава и Локетека в 1320 году в Кракове. Правда, Иоанн Длугош, писавший об использовании тогда коронных знаков отличия, взятых из Гнезно, не упомянул среди них ни одного меча, однако Орел, помещенный сейчас на мече (а первоначально на ножнах), является копией орла с печати величественного локтя. Ян Длугош назвал меч только среди регалий, взятых с собой в 1370 году из Кракова Людовиком Венгерским, а затем возвращенных в 1412 году Владиславу Ягайле Сигизмундом Люксембургским (по этой причине коронации Ядвиги и Ягайлы проходили без использования короны Локтека и Щербца). Отныне Щербец упоминается среди коронационных знаков отличия во время последующих проверок коронной сокровищницы до последней из них, совершенной в 1792.
После разделов Польши хранился в Пруссии, а с 1883 года — в России (Эрмитаж). В 1921 году возвращён Советской Россией Польше по Рижскому договору, в 1939-м эвакуирован во Францию, а оттуда в Канаду. В 1959 году щербец вернулся в Польшу и хранится на Вавеле в Кракове, где стал одной из самых почитаемых национальных реликвий.

## Размеры

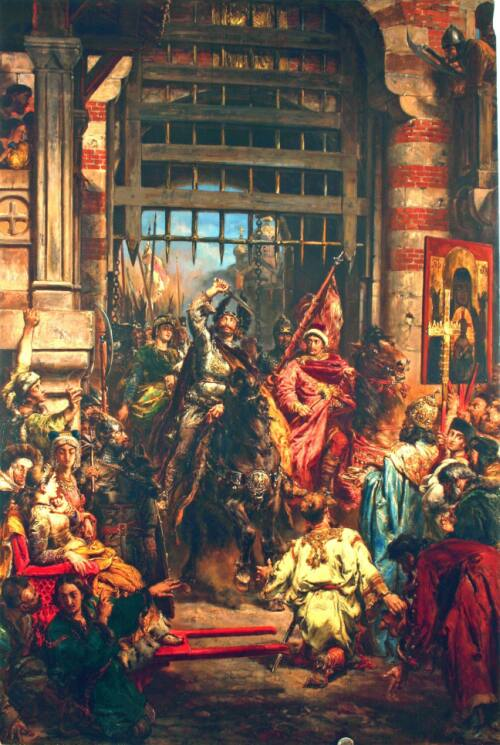
Болеслав Храбрый и Святополк у Золотых ворот Киева (картина Яна Матейко)

Щербец имеет следующие размеры:
- общая длина — 98,4 см;
- длина клинка — 82 см;
- ширина лезвия — 5 см.

## Противоречия
Легенда о щербце противоречит как дате заложения Золотых ворот Киева (ок. 1037 года), так и оценке возраста самого меча (конец XII — начало XIII века). Хотя не исключается факт того, что эта легенда была о другом, ныне утерянном мече.